# にゃんだふる!/Cross the Rainbow
「にゃんだふる!/Cross the Rainbow」（にゃんだふる/クロス・ザ・レインボー）は、榊原ゆいの22作目のシングル。2009年10月21日にリリースされた。発売元は5pb.、販売元はポニーキャニオン。初回限定盤：PCCG-90040 / 通常盤：PCCG-90041
両A面シングルであり、「にゃんだふる!」はテレビアニメ『にゃんこい!』オープニング主題歌、「Cross the Rainbow」はWebラジオ『にゃんこいラジオ!常高陸上部!』エンディング主題歌。なお、榊原は今作以前にも作詞をしており、テレビアニメの作詞は三曲目である。
初回限定盤付属のDVDには『にゃんこい』のミュージッククリップが収録されている。ちなみにその中で榊原が着ている衣装はセルフプロデュースよるものである。

## 収録内容
1. にゃんだふる! [5:30]
  - 作詞：榊原ゆい、作曲：須田悦弘、編曲：大島こうすけ
2. Cross the Rainbow [4:40]
  - 作詞：沢村竣、作曲：鳥海剛史、編曲：南利一
3. にゃんだふる（off vocal）
4. Cross the Rainbow（off vocal）

DVD（初回限定盤のみ）
にゃんだふる Promotion Video
にゃんだふる Promotion Video  - making -

## 参加ミュージシャン
- 後藤康二 - ギター